# Ингрид Тюлин
Ѝнгрид Тюлѝн (на шведски: Ingrid Thulin; ˈɪŋ:rɪd tɵˈliːn) е шведска актриса, носителка на награда „Давид на Донатело“ и номинирана за награда на БАФТА. Известни филми с нейно участие са „Поляната с дивите ягоди“, „Залезът на боговете“, „Шепот и викове“ и други.

## Биография
Ингрид Тюлин е родена на 27 януари 1926 г. в Солефтео, Швеция. На шестнадесет години посещава курсове по балет и драматично изкуство. Учи пантомима в Париж. Снима се във филми на САЩ, Италия и Франция. Пише сценарии и прави опити като постановчик. Притежава особена хубост, чар, рядка интелигентност, воля и обаяние. Героините ѝ се отличават с нравствена сила. Те изпитват дълбока вътрешна криза и мъчително усещане за противоречие със заобикалящата ги действителност. Ингрид Тюлин става третата световноизвестна шведска киноактриса след Грета Гарбо и Ингрид Бергман, главно с няколко свои роли във филми на Ингмар Бергман.

## Избрана филмография
| година | филм                               | оригинално заглавие             | роля             | режисьор           |
| ------ | ---------------------------------- | ------------------------------- | ---------------- | ------------------ |
| 1957   | Поляната с дивите ягоди            | Smultronstället                 | Мариане Бори     | Ингмар Бергман     |
| 1962   | Четиримата конника от Апокалипсиса | Four Horsemen of the Apocalypse | Маргьорит Лурие  | Винсънт Минели     |
| 1962   | Причастие                          | Nattvardsgästerna               | Мерта Лундбери   | Ингмар Бергман     |
| 1963   | Мълчанието                         | Tystnaden                       | Естер            | Ингмар Бергман     |
| 1966   | Войната свърши                     | La Guerre est finie             | Мариан           | Ален Рене          |
| 1968   | Часът на вълците                   | Vargtimmen                      | Вероника Воглер  | Ингмар Бергман     |
| 1969   | Залезът на боговете                | La Caduta degli dei             | Софи фон Есенбек | Лукино Висконти    |
| 1972   | Шепот и викове                     | Viskningar och Rop              | Карин            | Ингмар Бергман     |
| 1975   | Клетката                           | La Cage                         | Елен             | Пиер Жюлие́н Грание |
| 1976   | Салон Кити                         | Salon Kitty                     | Кити Келерман    | Тинто Брас         |
| 1984   | След репетицията                   | Efter repetitionen              | Ракел Егерман    | Ингмар Бергман     |